# Orenaia lugubralis
Orenaia lugubralis ist ein Schmetterling aus der Familie der Crambiden (Crambidae).

## Merkmale
Die Falter erreichen eine Flügelspannweite von 18 bis 24 Millimeter. Sie sind im Durchschnitt etwas größer, haben breitere Flügel und eine deutlichere Zeichnung als Orenaia helveticalis. Die Vorderflügel sind eisengrau, die fahlen Querlinien sind undeutlich, unterteilen den Flügel aber in mehr oder weniger deutliche Bereiche. Die Subbasallinie ist stark gezähnt und die innere Querlinie ist unregelmäßig gezähnt. Die äußere Querlinie befindet sich auf dem Flügel ziemlich weit außen. An der Costalader ist die äußere Querlinie nach außen gekrümmt, anschließend ist sie schwach wellenförmig und verläuft dann parallel zum Flügelaußenrand bis zum Flügelinnenrand. Die Subterminallinie ist entweder sehr undeutlich oder fehlt ganz. Das Wurzelfeld ist schmutzig schwarz. Der Bereich zwischen der Subbasallinie und der inneren Querlinie ist mehr oder weniger schwarz. Distad zur inneren Querlinie schließt sich ein unregelmäßiges schwarzes Band an. Das Saumfeld ist vor allem am Apex und am Innenwinkel schwärzlich verdunkelt. Das Mittelfeld ist eisengrau und am Innenrand dunkel getönt. Der Diskalfleck ist schwarz, eiförmig und gut erkennbar. Die Fransenschuppen sind grau und im basalen Drittel dunkler. Die Hinterflügel sind bräunlich grau und haben einen etwas dunkleren Rand mit weißlichen Fransenschuppen. Die Flügelunterseiten sind grau und glänzen schwach. Die äußere Querlinie ist auf der Vorder- und Hinterflügelunterseite dünn, gekrümmt und fahl. Die Flügelränder sind nur wenig dunkler. Auf der Vorderflügelunterseite befindet sich ein mehr oder weniger deutlicher rundlicher Diskalfleck.
Die Unterart Orenaia lugubralis albescens (Triglav, Slowenien) hat eine etwas fahlere Grundfärbung. Der Kontrast zwischen dem grauen Mittelfeld, dem schwärzlichen Wurzelfeld und dem Saumfeld ist größer. Der Diskalfleck ist schwarz und deutlich sichtbar.
Bei den Männchen ist der Gnathos ziemlich kräftig und unregelmäßig gezähnt. Die Valven sind an der rundlichen Spitze etwas aufgetrieben. Der Phallus ist mit einer Gruppe von etwa einem Dutzend kurzer Cornuti versehen.
Bei den Weibchen fehlen die Signa auf dem Corpus bursae. Der Ductus bursae ist breit und in der basalen Hälfte parallelwandig, dann wird er abrupt schmaler, bevor er sich zu einem schwach sklerotisierten Antrum weitet.

## Ähnliche Arten
Orenaia helveticalis ist normalerweise auf den Flügeloberseiten weniger deutlich gezeichnet. Die Flügelunterseiten sind scharf dunkel gerandet. Der Diskalfleck auf der Vorderflügelunterseite ist schmaler als bei Orenaia lugubralis.

## Verbreitung
Orenaia lugubralis ist in den Alpen beheimatet (Schweiz, Deutschland, Österreich, Italien und Slowenien) und kommt in etwa 2700 Meter Höhe vor. In Deutschland wurde die Art zuletzt 1952 nachgewiesen (Alpen, oberhalb der Baumgrenze). In Österreich wurde die Art in den Bundesländern Vorarlberg, Nordtirol, Osttirol, Kärnten, der Steiermark und Oberösterreich nachgewiesen.

## Biologie
Die Präimaginalstadien sind unbekannt. Die Falter fliegen von Juli bis August.

## Systematik
Bei Orenaia preisseckeri Rebel, 1903 stellte Huemer 2013 fest, dass "das Taxon sowohl genitalmorphologisch als auch in der noch rekonstruierbaren, wenn auch kurzen, Sequenz der DNA Barcoderegion mit O. lugubralis völlig übereinstimmt". O. preisseckeri ist daher ein jüngeres Synonym von O. lugubralis. Aus der Literatur sind folgende Synonyme bekannt:
- Hercyna lugubralis Lederer, 1857
- Hercyna helveticalis f. conspurcalis  La Harpe, 1864
- Orenaia lugubralis var. albescens  Rebel, 1911
- Orenaia preisseckeri Rebel, 1903

## Belege
1. 1 2 3 4 5 6 7 8  Barry Goater, Matthias Nuss, Wolfgang Speidel: Pyraloidea I (Crambidae, Acentropinae, Evergestinae, Heliothelinae, Schoenobiinae, Scopariinae). In: P. Huemer, O. Karsholt, L. Lyneborg (Hrsg.): Microlepidoptera of Europe. 1. Auflage. Band 4. Apollo Books, Stenstrup 2005, ISBN 87-88757-33-1, S. 105 (englisch).
2. ↑  Patrice Leraut: Zygaenids, Pyralids 1. In: Moths of Europe. 1. Auflage. Volume III. NAP Editions, 2012, ISBN 978-2-913688-15-5, S. 204 (englisch).
3. ↑  Nuss, Manfred (2011): Rote Liste und Gesamtartenliste der Zünslerfalter (Lepidoptera: Pyraloidea) Deutschlands. In: Binot-Hafke, Margret; Balzer, Sandra; Becker, Nadine; Gruttke, Horst; Haupt, Heiko; Hofbauer, Natalie; Ludwig, Gerhard; Matzke-Hajek, Günter; Strauch, Melanie (Red.): Rote Liste gefährdeter Tiere, Pflanzen und Pilze Deutschlands. Band 3: Wirbellose Tiere (Teil 1). Münster (Landwirtschaftsverlag), Naturschutz und Biologische Vielfalt 70 (3) (Teil 1): S. 344
4. 1 2  Huemer, Peter (2013): Die Schmetterlinge Österreichs (Lepidoptera). Systematische und faunistische Checkliste. (Studiohefte 12) Hrsg.: Direktor Wolfgang Meighörner, Tiroler Landesmuseen-Betriebsgesellschaft m.b.H., ISBN 978-3-900083-42-7, S. 143, 233
5. ↑  Global Information System on Pyraloidea (GlobIZ). Abgerufen am 26. September 2014.
6. ↑  Orenaia lugubralis bei Fauna Europaea. Abgerufen am 26. Juli 2015